# X-Ray Spex
Gli X-Ray Spex sono stati una band punk rock degli anni settanta. Il loro album più famoso, Germ Free Adolescents, considerato uno dei migliori album della storia del punk, uscì per la major EMI.

## Notizie
Il gruppo, nato in Inghilterra nel 1976, era composto da: Poly Styrene alla voce, Jack Airport alle chitarre, Paul Dean al basso, Paul Hurding alla batteria e Lora Logic al sassofono. L'uso del sassofono era decisamente inusuale per un gruppo punk e contribuì a caratterizzare la band. Nella prima parte della loro carriera (1976-1979) Gli X-Ray Spex incisero un album (Germ Free Adolescents) e cinque singoli. Nonostante il grande consenso critico, l'album non fu pubblicato negli Stati Uniti fino al 1992.
Nel 1979 la band si sciolse dopo un lungo tour e Poly Styrene pubblicò un album solista, Translucence.
Nel 1991 il gruppo si riunì inaspettatamente per suonare alla Brixton Academy, ma senza Poly. In seguito Lora Logic affermò che quel concerto senza Poly era stato un errore.
Nel 1995 Lora, il bassista Dean e Poly tentarono una nuova riunificazione e produssero un secondo album, Conscious Consumer. Qualche tempo dopo si sciolsero definitivamente.

### Oggi
Di recente sono stati pubblicati un'antologia e alcuni brani inediti live.
Il chitarrista Jack Airport, che aveva lasciato la band nel 1979, ha lavorato alla BBC usando il suo vero nome, Jack Stafford. È morto nell'agosto del 2004.
Poly Styrene è invece morta il 25 aprile del 2011, dopo che aveva continuato ad esibirsi (ultima data al RoundHouse di Londra il 6 settembre 2008, live di cui esistono anche un cd e un DVD).

## Discografia

### Album
- 1978 - Germ Free Adolescents
- 1995 - Conscious Consumer

### Singoli
- 1977 - Oh Bondage Up Yours!
- 1978 - The Day The World Turned Day-Glo
- 1978 - Identity
- 1978 - Germ Free Adolescents
- 1979 - Highly Inflammable

## Formazione
- Poly Styrene - voce
- Jack Airport - chitarra
- Lora Logic - sassofono
- Paul Dean - basso
- Paul Hurding - batteria